# アヤ・ムパリ
アヤ・ムパリ（Aya Mpali、2004年6月24日 - ）は、ガボンの競泳選手。女子50mバタフライのガボン国内記録保持者。兄のアダム・ムパリも競泳選手。
2011年7月28日、7歳の時、エスチュエール州ドニ岬へ向かう船に家族で乗ったところ、出発後間もなく船が沈み始めた。両親は助からなかったが、アヤとアダムの兄妹は陸まで3時間泳ぎ続けて生還した。
2021年の東京オリンピックの女子50m自由形に出場し、開会式ではテコンドー選手のアントニー・オバムと共に旗手を務めた。同大会には兄のアダム・ムパリも共に出場した。

## 主な戦績
| 年   | 大会             | 開催地 | 種目          | 順位            | 記録   | 備考 |
| ---- | ---------------- | ------ | ------------- | --------------- | ------ | ---- |
| 2019 | 世界水泳選手権   | 光州   | 50m自由形     | 予選敗退 (93位) | 32秒68 |      |
| 2019 | アフリカ競技大会 | ラバト | 50m自由形     | 予選敗退 (28位) | 32秒63 |      |
| 2019 | アフリカ競技大会 | ラバト | 50mバタフライ | 予選敗退 (20位) | 39秒64 |      |
| 2021 | オリンピック     | 東京   | 50m自由形     | 予選敗退 (77位) | 32秒24 |      |
| 2023 | 世界水泳選手権   | 福岡   | 50m自由形     | 予選敗退 (90位) | 32秒00 |      |

## 記録
| 種目          | 記録   | 年月日         | 場所   | 備考     |
| ------------- | ------ | -------------- | ------ | -------- |
| 50m自由形     | 31秒23 | 2021年10月15日 | ガーナ |          |
| 50mバタフライ | 37秒76 | 2020年3月5日   | ガーナ | 国内記録 |